# Canal Fulton
Canal Fulton ist eine City im Stark County im US-amerikanischen Bundesstaat Ohio, etwa 25 km südlich von Akron. Das U.S. Census Bureau ermittelte bei der Volkszählung 2020 eine Einwohnerzahl von 5325.
1982 wurden Teile des Ortes als Canal Fulton Historic District in das National Register of Historic Places aufgenommen.

## Geschichte
1822 begann in Ohio die Planung für den Bau eines Kanals, der den Eriesee mit dem Ohio River verbinden sollte. Nachdem die State Canal Commission sich für einen Verlauf des Ohio-Erie-Kanal östlich des Tuscarawas River entschieden hatte, entstanden dort zwischen 1824 und 1836 25 neue Dörfer. Canal Fulton wurde 1826 unter dem Namen Milan von zwei Männern aus Canton (Ohio) gegründet. 1832 – nach Fertigstellung des Ohio-Erie-Kanals – wurde das Dorf zu Ehren des Erfinders Robert Fulton in Canal Fulton umbenannt.